# Armin Höfl
Armin Höfl (* 11. August 1989) ist ein österreichischer Skibergsteiger aus Krakau in der Steiermark.

## Werdegang
Armin Höfl begann seine leistungssportliche Karriere im Skibergsteigen erst mit 21 Jahren. In seinen jungen Jahren stand Höfl sehr viel auf den Alpinski  und bestritt diverse Rennen.
Durch einige starke Ergebnisse bei nationalen Rennen wurde Höfl in der Saison 2016/17 in die Nationalmannschaft Skibergsteigen des Österreichischen Skiverband aufgenommen und bestreitet seitdem Weltcuprennen für den Nationalkader. Der gelernte Zimmerer ist seit 2020 Sportsoldat beim österreichischen Bundesheer.

## Erfolge
2019/20
- Österreichischer Meister Vertical
- 3 Rang Mountain Attack Marathon
- 7 Rang Weltcup Vertical Andorra
- Vizestaatsmeister Individual
- 2 Gesamtrang Transcavallo 2020 (mit Jakob Herrmann)

2018/19
- 3er Rang Trofeo Mezzalama  (mit Jakob Herrmann und Kilian Jornet)
- 5er Rang Gesamtweltcup
- 4er Rang Vertical Weltcup
- 10er Rang WM in Villars
- 4er Rang Weltcup China

2017/18
- 1er Rang Laserzlauf
- 1er Rang Mountain Attack Tour (Streckenrekord)
- 10er Rang EM Etna